# Mit Ghamr
Mit Ghamr (arabiska: ميت غمر, Mīt Ghamr) är en stad i Nildeltat i nordöstra Egypten. Det är den näst största staden i guvernementet ad-Daqahliyya och har cirka 140 000 invånare. Mit Ghamr är Egyptens största centrum för aluminiumproduktion.